# Frankenburg am Hausruck
Frankenburg am Hausruck là một đô thị thuộc huyện Vöcklabruck thuộc bang Oberösterreich, Áo. Đô thị Frankenburg am Hausruck có diện tích 49 km², dân số thời điểm năm 2006 là 4947 người.